# Мондзен, Мари-Жозе
Мари-Жозе Мондзен (фр. Marie-José Mondzain, 18 января 1944, Алжир) — французский философ, исследователь искусства, автор трудов по философии образа.

## Биография
Дочь художника Парижской школы Симона Мондзена (собственно Шамай Мондшайн, 1887—1979), еврейского уроженца г. Хелм под Люблином, переселившегося во Францию в 1912 г. Родилась в Алжире, где её отец жил с 1939-го по 1965 г. Закончила Эколь Нормаль, специалист по истории византийского искусства.
В настоящее время руководит отделом CNRS, является членом общества Марселя Мосса, ведет семинары по философии визуального образа (живопись, кино, фотография, театр), роли визуальности в современной культуре.

## Труды
- L’Image naturelle. Paris: Le Nouveau commerce, 1995
- Image, icône, économie. Les Sources byzantines de l’imaginaire contemporain. Paris: Seuil, 1996 (англ. пер. 2004, итал. пер. 2006, нем. пер. 2011)
- Van Gogh, ou la peinture comme tauromachie. Paris: Epure, 1996
- Transparence, opacité? 14 artistes contemporains chinois. Paris: Editions Cercle d’Art, 1999
- L’image peut-elle tuer? Paris: Bayard, 2002 (нем.пер. 2006)
- Le Commerce des regards. Paris: Seuil, 2003
- Art Grandeur Nature. Paris: Editions Pyramyd, 2004 (в соавторстве)
- L’arche et l’arc-en-ciel : Michel-Ange — La voûte de la chapelle Sixtine. Paris: Le Passage, 2006
- L’énigme du deuil. Paris: PUF, 2006 (в соавторстве)
- Homo spectator. Paris: Bayard, 2007
- Qu’est-ce que tu vois? Paris: Gallimard, 2008 (в 2009 режиссёр Паскаль Рамбер поставил в театре Женвилье спектакль для детей на основе книги)
- La mode. Montrouge: Bayard, 2009
- Images (à suivre): de la poursuite au cinéma et ailleurs. Montrouge: Bayard, 2011

### Публикации на русском языке
- История одного призрака// Сосна Н. Фотография и образ: визуальное, непрозрачное, призрачное. — М.: Новое литературное обозрение; Институт философии РАН, 2011. — С. 156—180 (о Туринской плащанице).
- Мондзен М.-Ж. Образ, икона, экономия: византийские истоки современного воображаемого (пер. с франц. М. Гринберга). — М.: V-A-C, 2022. — 328 с. (Серия: Классическое искусствознание). ISBN 978-5-907183-49-0